# Aeroportul Nelson
Aeroportul Nelson (IATA: ZNL, ICAO: CZNL) este un aeroport din Columbia Britanică, Canada.
Situat la o altitudine de 535 m, aeroportul dispune de o singură pistă.